# Hannser-Kirche

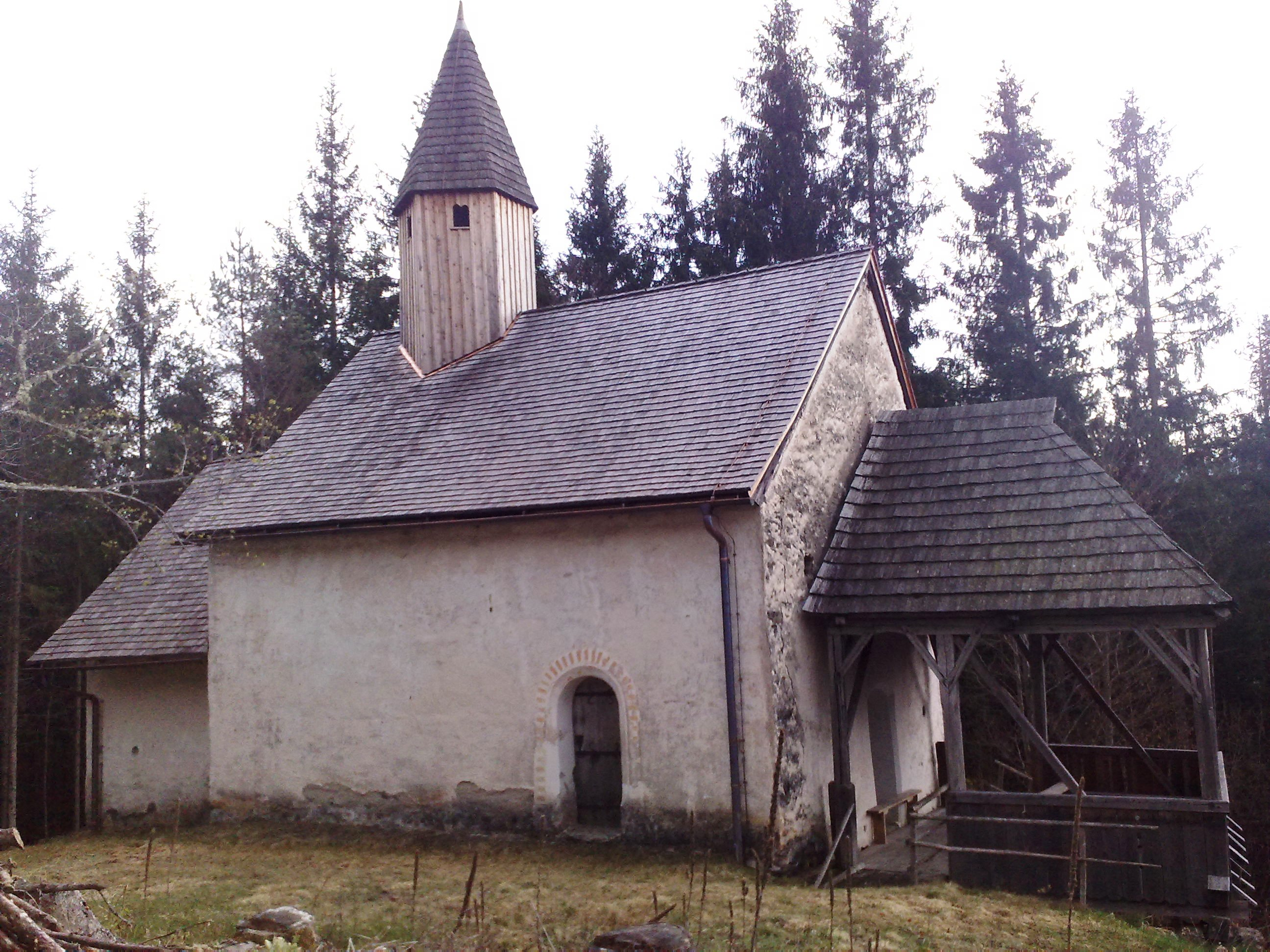

Die Hannser-Kirche steht in einer Waldlichtung nahe Brenitz in der Gemeinde Glödnitz. Das Johannes dem Täufer geweihte Gotteshaus ist eine Filialkirche von Altenmarkt und steht unter Denkmalschutz (Listeneintrag).

## Baubeschreibung
Die 1184 (?) bzw. 1208 erstmals erwähnte Kirche ist ein romanischer Bau mit einem sechsseitigen Dachreiter, einem eingezogenen Chor mit geradem Chorschluss. Die hölzerne Vorlaube ist mit 1850 bezeichnet. An der südlichen Chorwand befindet sich ein Christophorusfresko aus der ersten Hälfte des 16. Jahrhunderts.
Das Langhaus ist flachgedeckt, der quadratische Chor besitzt eine schablonierte Flachdecke aus der ersten Hälfte des 16. Jahrhunderts.

## Einrichtung
Der Knorpelwerksaltar aus der Mitte des 17. Jahrhunderts besteht aus einer kleinen Ädikula mit gesprengtem Segmentgiebel. Der Altar zeigt im Mittelbild Johannes den Täufer und an den Lateralwangen zwei unbekannte männliche Heilige. Den Altaraufsatz bildet ein Madonnenbild. In der Mensa ist ein römerzeitliches Grabinschriftenfragment für Priminus und Veneria eingearbeitet. 
Die Kanzel mit ornamentaler Flachschnitzerei entstand 1539. Zur weiteren Ausstattung der Kirche zählt eine Johannisschüssel aus dem 17. Jahrhundert.